# 斯圖卡利夫卡 (蘇梅區)
51°13′21″N 34°16′5″E / 51.22250°N 34.26806°E
斯圖卡利夫卡（烏克蘭語：Стукалівка）是位於烏克蘭東北部的村莊，由蘇梅州蘇梅區的比洛皮利亞市鎮負責管轄。該村處於維爾河右岸，距離阿廷斯凯2公里和比洛皮利亞3.5公里，海拔高度144米，2001年人口5。